# Harm G. Schröter
Harm G. Schröter (* 8. August 1948 in Hamburg) ist ein deutscher Historiker und Hochschullehrer.

## Leben und Wirken
Harm G. Schröter studierte von 1970 bis 1976 Geschichte, Geographie, Soziologie und Wirtschaftswissenschaft an der Universität Hamburg und legte hier 1976 das erste Staatsexamen für den höheren Schuldienst ab. Von 1978 bis 1979 hielt er sich zu seinem Postgraduiertenstudium an der University of East Anglia auf und promovierte dann 1981 im Fach Geschichte an der Universität Hamburg. 1982 folgte sein zweites Staatsexamen. Nach einem Forschungsaufenthalt am Institut für Europäische Geschichte in Mainz (1982/83) war er als Unternehmensberater im Management der RKW-Gruppe tätig (1983/84). Von 1985 bis 1995 arbeitete Schröter als wissenschaftlicher Assistent im Fachbereich Wirtschaftswissenschaft der Freien Universität Berlin und habilitierte sich dort 1992. Seither hatte Schröter Professuren an verschiedenen Universitäten in Deutschland, Norwegen und den USA inne, so von 1998 bis 2002 an der Universität Bergen. Sein Forschungsgebiet, über das er publiziert, ist vor allem die Wirtschafts- und Unternehmensgeschichte sowie die Amerikanisierung.

## Veröffentlichungen (Auswahl)
Monographien
- Außenpolitik und Wirtschaftsgeschichte. Skandinavien im außenwirtschaftlichen Kalkül Deutschlands und Großbritanniens, 1918–1939 (= Europäische Hochschulschriften, Reihe 3, Bd. 195). Lang, Frankfurt/M. 1983, ISBN 3-8204-7671-7 (= Dissertation Universität Hamburg).
- (Hrsg.): Politik, Wirtschaft und internationale Beziehungen. Studien zu ihrem Verhältnis in der Zeit zwischen den Weltkriegen (= Veröffentlichungen des Instituts für Europäische Geschichte, Supplement, Bd. 33). Von Zabern, Mainz 1991, ISBN 3-8053-1255-5.
- Aufstieg der Kleinen. Multinationale Unternehmen aus fünf kleinen Staaten vor 1914 (= Schriften zur Wirtschafts- und Sozialgeschichte, Bd. 42). Duncker & Humblot, Berlin 1993, ISBN 3-428-07827-6 (= Habilitationsschrift Freie Universität Berlin).
- Americanization of the European economy. A compact survey of American economic influence in Europe since the 1880s. Springer, Dordrecht 2005, ISBN 1-4020-2884-9.
- (Hrsg. u. Mitautor): The european enterprise. Historical investigation into a future species. Springer, Berlin 2008, ISBN 3-540-74036-8.
- Winners and losers. Eine kurze Geschichte der Amerikanisierung. C. H. Beck, München 2008, ISBN 3-406-57365-7.
- Geschichte Skandinaviens. 3. aktualisierte Aufl. C. H. Beck, München 2021, ISBN 978-3-406-76110-2.

Aufsätze
- Swiss multinational enterprises in historical perspective. In: Geoffrey Jones (Hrsg.): The rise of multinationals in continental Europe. Elgar, Aldershot 1993, S. 49–64, ISBN 1-85278-544-6.
- Die Wismut, der Umweltschutz und ein zentrales Dokument. In: Rainer Karlsch (Hrsg.): "Strahlende Vergangenheit". Studien zur Geschichte des Uranbergbaus der Wismut. Scripta Mercaturiae Verlag. St. Katharinen 1996, S. 343–372, ISBN 3-89590-030-3.
- Marketing als angewandte Sozialtechnik und Veränderungen im Konsumverhalten. Nivea als internationale Dachmarke 1960–1994. In: Hannes Sigrist (Hrsg.): Europäische Konsumgeschichte. Campus, Frankfurt/M. 1994, S. 615–648, ISBN 3-593-35754-2.
- (mit Anthony S. Travis): An Issue of Different Mentalities. National Approaches to the Development of Chemical Industry in Britain and Germany before 1914. In: Ernst Homburg u. a. (Hrsg.): The chemical industry in Europe, 1850–1914 (= Chemists and chemistry, Bd. 17). Kluwer, Dordrecht 1998, S. 95–120, ISBN 0-7923-4889-3.
- What is Americanisation? Or about the use and abuse of the Americanisation-concept. In: Dominique Barjot (Hrsg.): L'Americanisation en Europe au XXe siècle. Bd. 1. Centre de Recherche sur l'Histoire de l'Europe du Nord-Ouest, Université Charles de Gaulle, Villeneuve-d'Asscq 2001, S. 41–58, ISBN 2-905637-43-9.
- Amerikanisierung nach 1970. Vom Primat des Politischen zum Primat der Wirtschaft. In: Technikgeschichte, Bd. 71 (2004), S. 345–361.
- "Nicht kopieren, sondern kapieren". Amerikanisierung als institutioneller Wandel in der europäischen Wirtschaft. In: Karl-Peter Ellerbrock (Hrsg.): Die Wirtschaftsgeschichte vor der Herausforderung durch die New Institutional Economics. Gesellschaft für Westfäl. Wirtschaftsgeschichte, Dortmund 2004, S. 132–153, ISBN 3-925227-46-6.
- Zur Geschichte der Marktforschung in Europa im 20. Jahrhundert. In: Rolf Walter (Hrsg.): Geschichte des Konsums. Steiner, Stuttgart 2004, S. 319–336, ISBN 3-515-08540-8.
- Von der Teilung zur Wiedervereinigung (1945–2004). In: Michael North (Hrsg.): Deutsche Wirtschaftsgeschichte. Ein Jahrtausend im Überblick. 2. Aufl. C. H. Beck, München 2005, S. 356–426, ISBN 3-406-50266-0.
- "Diesen guten Willen anerkennen". Die Globalabkommen mit Dänemark (1959) und Schweden (1964). In: Hans Günter Hockerts (Hrsg.). Grenzen der Wiedergutmachung. Die Entschädigung für NS-Verfolgte in West- und Osteuropa 1945–2000. Wallstein-Verlag, Göttingen 2006, S. 357–374, ISBN 3-8353-0005-9.
- Thesen und Desiderata zur ökonomischen Besatzungsherrschaft. Skandinavien und die NS-Großraumwirtschaft. In: Joachim Lund (Hrsg.): Working for the new order.  European business under German domination, 1939–1945. University Press of Southern Denmark, Herndon, VA 2006, S. 29–44, ISBN 87-7674-105-2.
- Business history in German-speaking states at the end of the century. Achievements and gaps. In: Franco Amatori (Hrsg.): Business history around the world. Cambridge University Press, Cambridge 2010, S. 170–191, ISBN 0-521-17223-3.
- Losers in power-plays. Small states and international cartelization (1919–1939). In: The journal of European economic history, Bd. 39 (2010), S. 527–555.
- Das Kartellverbot und andere Ungereimtheiten. Neue Ansätze in der internationalen Kartellforschung. In: Margrit Müller (Hrsg.): Regulierte Märkte. Zünfte und Kartelle. Chronos, Zürich 2011, S. 199–211, ISBN 978-3-0340-1071-9.
- Kartelle als Kriseninstrumente in Europa nach 1970. Das Beispiel des europäischen Chemiefaserkartells. In: Jahrbuch für Wirtschaftsgeschichte, Bd. 52 (2012), S. 87–102.
- (mit Dominique Barjot): Informationsfluss in Organisationen. Theorien zum Informationstransfer und historische Praxis. In: Jahrbuch für Wirtschaftsgeschichte, Bd. 56 (2015), S. 1–19.
- Communication theory in business history. In: Ebd., S. 165–195.
- Transfer of information within organizations. First results. In: Ebd., S. 257–266.
- The performance of "Chandlerian Enterprises". In: Youssef Cassis (Hrsg.): The performance of European business in the twentieth century. Oxford University Press, Oxford 2016, S. 190–225, ISBN 978-0-19-874977-6.
- Schiedsgerichte - "Symbol des globalen Schreckenskapitalismus"? Eine alte Institution und ihr jüngster Mißbrauch. In: Jan-Otmar Hesse (Hrsg.): Moderner Kapitalismus. Mohr Siebeck, Tübingen 2019, S. 414–433, ISBN 978-3-16-158239-4.
- One hypothesis, two methods, two results. Shown with the example of the world's truck market, 1970–2000. In: Revue francaise d'histoire économique, Bd. 15 (2021), S. 62–87.